# Kąt prosty

Oznaczenie kąta prostego kropką

Oznaczenie kwadracikiem

Kąt prosty – kąt płaski przystający do swojego kąta przyległego; równoważnie: połowa kąta półpełnego.
W zależności od przyjętej jednostki miara łukowa kąta prostego wynosi odpowiednio: π/2 rad (radian), 90° (stopień), 100g (grad). W polskojęzycznej literaturze matematycznej kąt prosty oznacza się zwykle kropką, w literaturze anglojęzycznej stosuje się oznaczenie kwadracikiem (patrz rysunek obok).
Kąty proste występują w wielu regularnych figurach geometrycznych. Figury, w których wszystkie cztery kąty są proste to kwadrat i prostokąt. Trójkąt prostokątny ma jeden kąt prosty pomiędzy bokami zwanymi przyprostokątnymi. Przekątne takich figur jak kwadrat, romb i deltoid przecinają się pod kątem prostym.
Kąt płaski między dwoma niezerowymi wektorami płaszczyznowymi jest prosty wtedy i tylko wtedy, gdy ich iloczyn skalarny jest równy zeru.